# Hetaeria
Hetaeria es un género de orquídeas perteneciente a la subfamilia Orchidoideae dentro de la familia Orchidaceae. Tiene 29 especies.

## Especies deHetaeria
- Hetaeria affinis  (Griff.) Seidenf. & Ormerod, Oasis  (2001)
- Hetaeria alta  Ridl.  (1896)
- Hetaeria anomala  Lindl.  (1857)
- Hetaeria baeuerlenii  Schltr.  (1919)
- Hetaeria callosa  (J.J.Sm.) Ormerod  (2002)
- Hetaeria elata  Hook.f.  (1890)
- Hetaeria elegans  Ridl.  (1908)
- Hetaeria finlaysoniana  Seidenf.  (1997)
- Hetaeria gardneri  (Thwaites) Benth. ex Hook.f.  (1890)
- Hetaeria gautierensis  J.J.Sm.  (1919)
- Hetaeria goodyeroides  Schltr.  (1921)
- Hetaeria heterosepala  (Rchb.f.) Summerh.  (1934)
- Hetaeria hylophiloides  (Carr) Ormerod & J.J.Wood  (2001)
- Hetaeria lamellata  Blume  (1859)
- Hetaeria latipetala  Schltr.  (1911)
- Hetaeria linguella  (Carr) J.J.Wood & Ormerod  (1994)
- Hetaeria mannii  (Rchb.f.) Benth. ex Durand & Schinz  (1894)
- Hetaeria nitida  Ridl.  (1896)
- Hetaeria obliqua  Blume  (1859)
- Hetaeria oblongifolia  Blume  (1825) - especie tipo
- Hetaeria occidentalis  Summerh.  (1934)
- Hetaeria ovalifolia  (Wight) Hook.f.  (1890)
- Hetaeria pelota  N.Pearce & P.J.Cribb  (1999)
- Hetaeria rostrata  J.J.Sm.  (1922)
- Hetaeria tetraptera  (Rchb.f.) Summerh.  (1934)
- Hetaeria vaginalis  Rchb.f.  (1885)
- Hetaeria whitmeei  Rchb.f.  (1877)
- Hetaeria xenantha  Ohwi & T.Koyama  (1957)
- Hetaeria youngsayei  Ormerod  (2004)